# Dějiny Moldavska

Státní znak Moldavské republiky

Dějiny Moldavska lze vysledovat do poloviny 14. století, do doby kdy bylo pod vlivem Uherska založeno Moldavské knížectví, středověký předchůdce moderního Moldavska a Rumunska. V roce 1359 se moldavský kníže Bohdan I. uherského vlivu zbavil a stal se tak prvním nezávislým knížetem. Později se Moldavsko dostalo do lenní závislosti na polském království. Nejvýznamnějším moldavským vládcem byl kníže Štěpán III. Veliký (1457–1504). Za jeho vlády bylo knížectví ohroženo agresí sousedního Polska, Uherska, ale především Osmanské říše. Proti ní se Stefan snažil vytvořit alianci. Roku 1489 byl nakonec Turky donucen platit tribut. Jeho nástupce uznal pak lenní závislost své země na Osmanské říši. Vazalství trvalo až do roku 1829, kdy Moldávie získala od osmanské říše samosprávu. Část Moldávie západně od řeky Prut byla v roce 1859 spojena s Valašskem a vytvořila s ním nezávislé Rumunsko. Část Moldávie východně od řeky Prut byla roku 1792 připojena k Rusku jako Besarábie, roku 1918 se stala součástí Rumunska. Roku 1940 bylo území připojeno k Sovětskému svazu, roku 1941 znovu k Rumunsku. Roku 1944 bylo území s konečnou platností připojeno k Sovětskému svazu. Na větší části Besarábie vznikla již roku 1940 Moldavská sovětská socialistická republika. Ta získala roku 1991 samostatnost jako Moldavsko.
Historie regionu Besarábie je často spojována s dějinami Moldavska, neboť je sporné, zda jsou Moldavané příslušníky jednoho národa, a tím mají i svou vlastní národní historii nebo jsou jen rumunským etnikem a tím jsou i dějiny Moldavska pouze regionální historií. Politicky odráží tuto identitu politické konfrontace ve sporu mezi zastánci unie s Rumunskem a zastánci rozvoje samosprávy založené na samostatné moldavské identitě. Historie Moldavska tedy ukazuje měnící se vlivy, kterým byla obecně vystavena celá Besarábie.

## Začátky osidlování Moldavska a vytvoření prvního státu
Za předky moldavského národa jsou považováni Valaši, kteří se etnicky zformovali z dáckého obyvatelstva, obývajícího oba břehy Dunaje. Valaši žili především v rodových společenstvích. Na čele těchto společenstev byla rada, kterou tvořili bohatí rolníci a kníže, které mělo hlavní moc, i když zpočátku jen omezenou na válečný stav. Kompetence však byly později rozšířeny a moc se dědila z pokolení na pokolení.
První politické útvary Valachů, které předcházely moldavskému knížectví v určitých obdobích dějin Moldavska spojeného s Kyjevskou Rusí, vznikaly ve formě knížectví a vojvodství. Po období krátké nadvlády mongolsko-tatarských kmenů (13. století) a Uher (14. století) vzniklo první takovéto knížectví vzniklo v roce 1352, kdy ho v oblasti řeky Moldava založil se svou skupinou Valachů kníže Bohdan I. O jeho nezávislost však musel bojovat až do roku 1365, kdy na svobodném území sahajícím od oblasti zpod Karpat až k jižním hranicím Černého moře založil hlavní město Siret.

## První moldavští panovníci

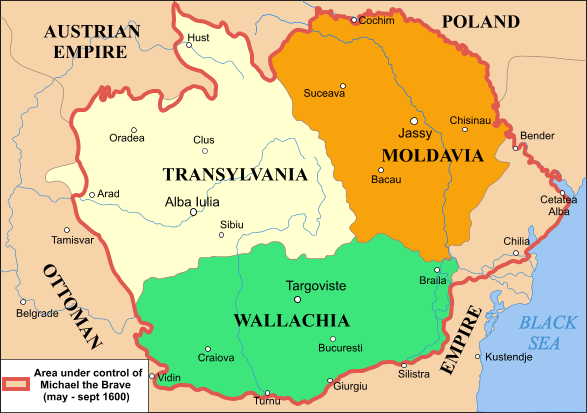
Území moldavského knížectví (oranžová) koncem 16. století

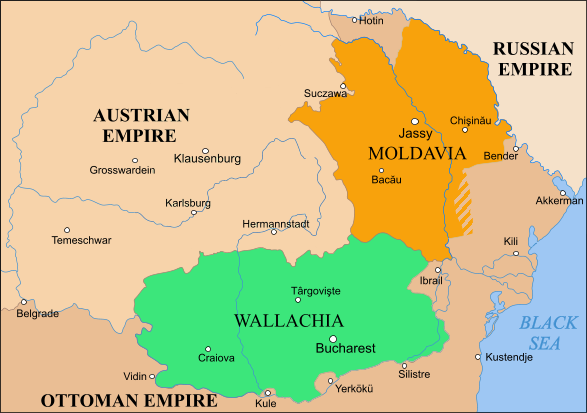
Území moldavského knížectví (oranžová) v letech 1793-1812

První moldavští panovníci nosili titul vojvoda a od začátku 15. století - despota. Prvním panovníkem, který nosil tento titul byl Alexandr Dobrý (1400-1432). Jeho moc byla formálně neomezená: podepisoval listiny a smlouvy s ostatními představiteli okolních států a byl soudcem. Neobešel se však bez pomoci bojarů, bez jejichž účasti se neřešil žádný z problémů zahraniční a domácí politiky moldavského knížectví.
Jeho nástupce, despota Petr III. Áron byl na podzim roku 1455 přinucen platit tureckému sultánovi daň - na 23 let. Tuto povinnost zrušil až nejznámější moldavský panovník Štefan III. Velký (1457-1504), který svého předchůdce sesadil z trůnu. Sultán se však odhodlal moldavského panovníka podřídit si silou, Štěpán III. ho však v bitvě u Vaslui porazil. Podpisem smlouvy a manželským svazkem syna velkoknížete Ruského impéria Ivana III. Velikého a dcery Štěpána III. Velikého byly během jeho vlády upevněny zahraničněpolitické vztahy moldavského knížectví a Ruského impéria.

## Moldavsko jako součást Osmanské říše
Začátkem 16. století se moldavské knížectví dostalo pod nadvládu Osmanské říše a znova muselo platit daň (tzv. „charadž“). Moldavského panovníka na trůn schvaloval turecký sultán. Na znak věrnosti mu knížata posílala své syny a příbuzné, kteří se v Istanbulu zdržovali jako rukojmí. V průběhu 16. a 17. století se na trůnu moldavského knížectví vystřídalo více než 50 panovníků. Ústřední moc byla slabá, v zemi vládla bojarská oligarchie - představitelé 75 nejvlivnějších šlechtických rodin.
Rolníci, kteří byli ještě v 15. století formálně svobodní, byli už v druhé polovině 17. století závislí na bojarech. Podle nového pravidla se všichni rolníci, kteří na půdě bojara odpracovali 12 let se automaticky stávali nevolníky.
Během vlády knížete Vasilije Lupy (1634-1653) vznikly první moldavské zákony. Takto formulované trestní právo obsažené v zákonech fungovalo od jejich vzniku roce 1646 až do poloviny 18. století. Některá jeho ustanovení vydržela dokonce až do první poloviny 19. století, dokud na území Besarábie nezačaly platit zákony Ruského impéria.
V únoru roku 1654 despota Gheorghe Ștefan poslal do Moskvy k carovi svého posla s úpěnlivou prosbou, aby vzal moldavské knížectví pod svůj patronát a přičlenil ho k ruským poddaným. O této otázce se začalo jednat o dva roky později (1656); zůstala však neuzavřena, protože Rusko se v té době zmítalo ve válečném konfliktu se Švédskem. Avšak samotný fakt, že moldavský panovník vůbec požádal ruského cara o jednání, vyvolal u tureckého sultána negativní reakci, jejímž výsledkem bylo okamžité zvrhnutí moldavského panovníka z trůnu.

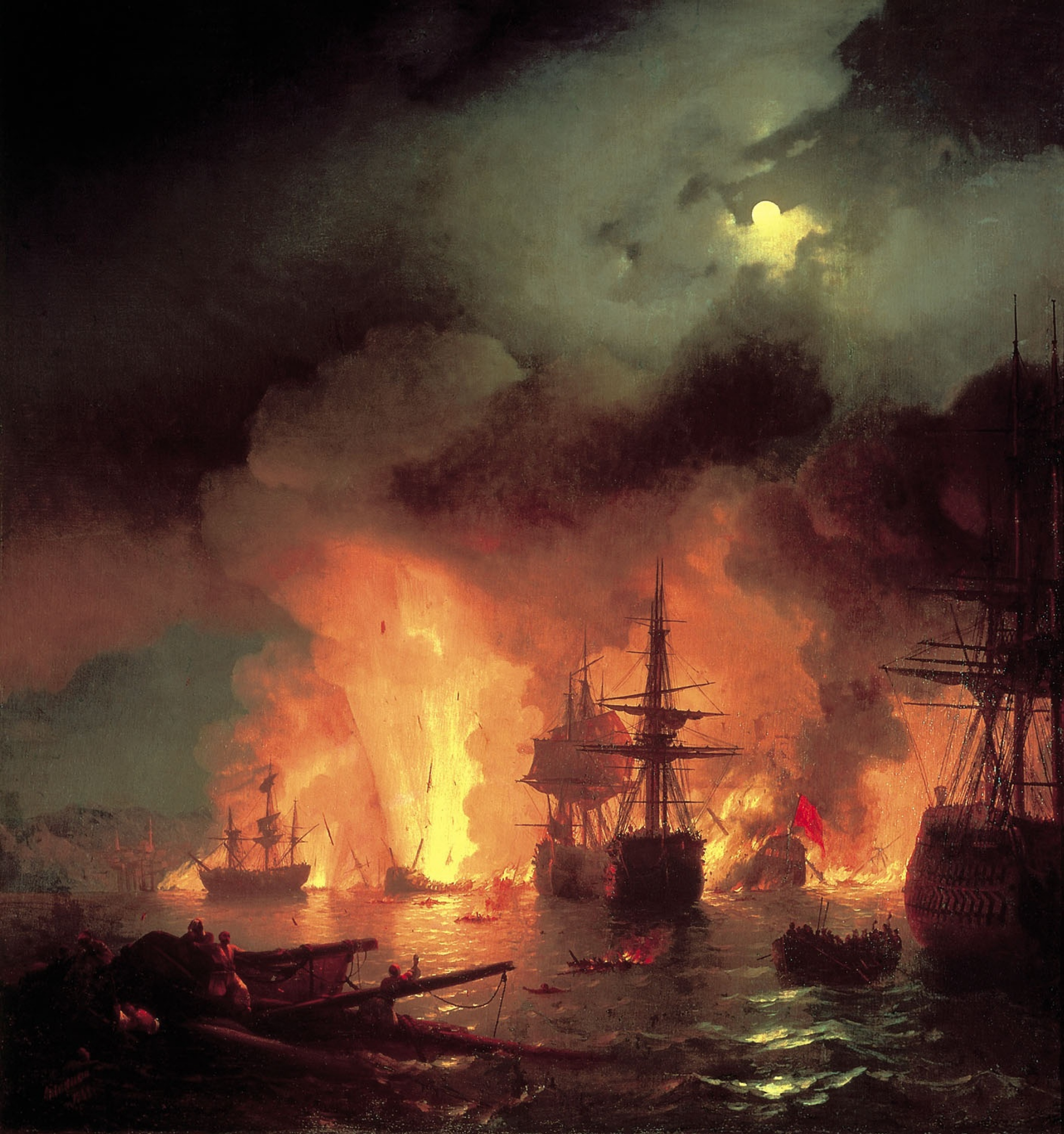

V roce 1711 se Dimitrie Cantemir s ruským carem Petrem I. Velikým dohodl na vazalském vztahu moldavského a ruského panovníka; ruský panovník navíc přislíbil obnovit hranice moldavského knížectví z doby před tureckým jařmem. Společný postup ruské a moldavské armády proti Osmanům však skončil neúspěchem a plán vazalského vztahu moldavského knížectví k ruskému nevyšel.

### Moldavsko během rusko-tureckých válek
V období rusko-tureckých válek v 18. století ruská armáda třikrát osvobozovala území Moldavska zpod nadvlády Osmanské říše. Podle mírové smlouvy z Küçük Kaynarca z roku 1774, kterou podepsala Osmanská říše a Ruské impérium, získalo Rusko při podpisu smlouvy ochranu nad moldavským knížectvím, obdrželo právo chránit křesťany žijící v Osmanské říši a zasáhnout v případě špatného zacházení s nimi. Osmanská říše musela moldavskému panovníkovi vrátit odebraná území a osvobodit podrobené obyvatelstvo od daní. Později od něj nemohla požadovat platbu daní během trvání rusko-turecké války v letech 1768 až 1774. Výsledkem těchto opatření bylo oslabení osmanského vlivu a posílení ekonomických vztahů s Ruským impériem, kam Moldavsko exportovalo víno a ovoce a odkud dováželo kožešiny, železné výrobky, plátno a lana.
Území mezi Jižním Bugem, Dněstrem a Prutem byly k Ruské říši připojeny na základě rusko-turecké války z let 1787-1791 a Bukurešťské smlouvy z roku 1812. Tak se Ruská říše v průběhu let 1787 až 1812 kromě jiného obohatilo i o dnešní území Podněstří (historická Besarábie).

## Moldavsko jako součást Ruského impéria

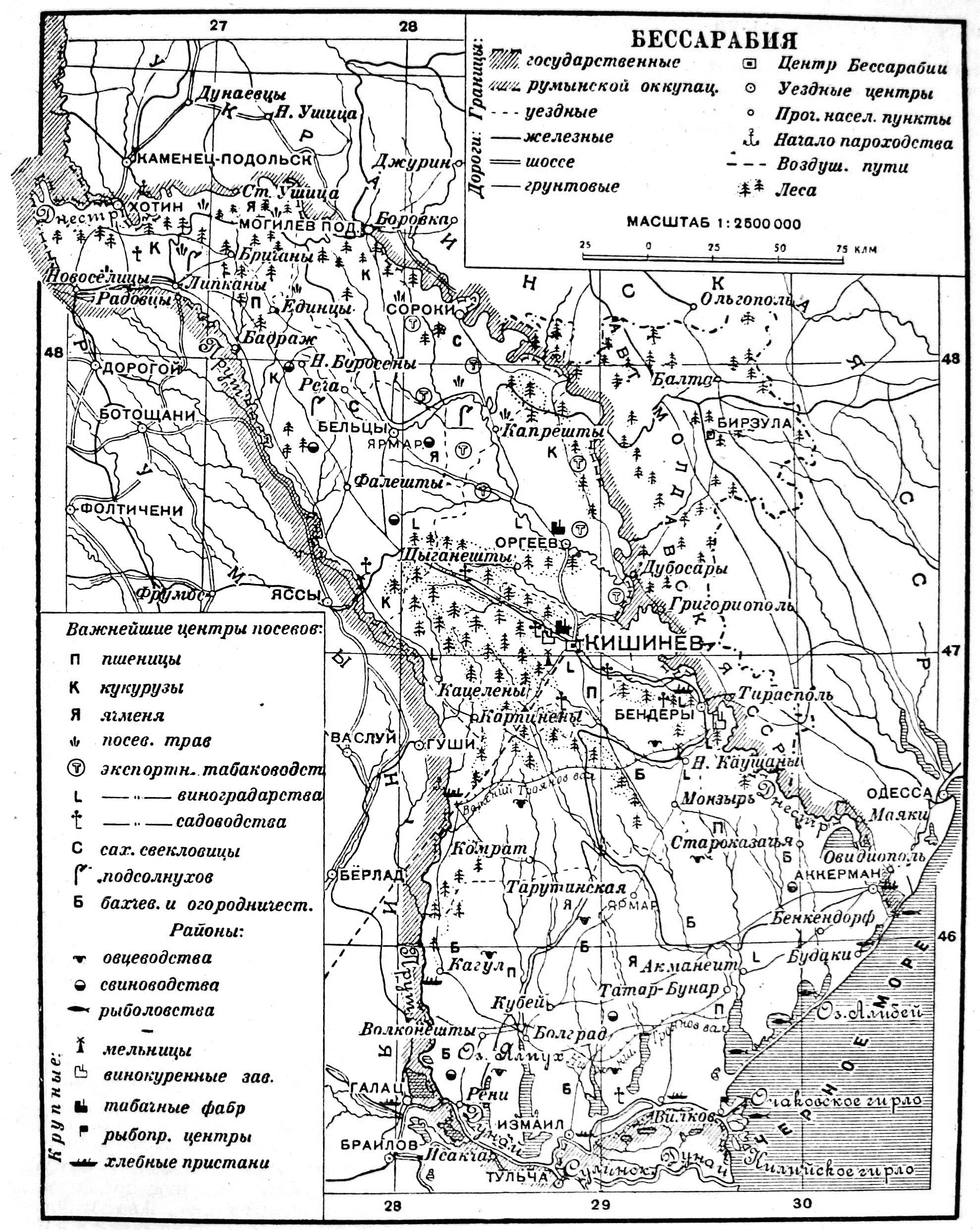
Mapa oblasti Besarábie

Spojení moldavských území do jednoho s Ruskou říší neznamenalo opětovné vytvoření moldavské státnosti. Moldavské území bylo rozděleno na několik administrativních jednotek. Zvláštní právní status měla jen Besarábie, kde žila většina moldavského obyvatelstva. V prvních letech po připojení k Rusku byl zachován starý systém vlády v oblasti, který vyhovoval moldavským bojarům. Za základě přijatých „Pravidel dočasné vlády v Besarábii“ z roku 1813, na čele vlády v této oblasti stál gubernátor a oblastní vláda.
V roce 1816 byla na území Besarábie ustanovena funkce náměstka a o dva roky později (1818) Nejvyšší rada složená z jedenácti členů a krajský soud se dvěma komorami - trestní a občanskou. Trestní soud se řídil podle ruských a občanský soud podle moldavských zákonů. V roce 1828, po přijetí Úřadu pro vládu v Besarabské oblasti, byl na tomto území zaveden celoruský administrativní systém vlády. Na úřadech se přestala používat moldavština a od roku 1873 se z Besarábie stala Besarabská gubernie. Po jejím vzniku sem přesídlilo mnoho obyvatel ze zahraničí (Bulhaři, Gagauzové, Němci) jakož i z ukrajinských gubernií. Utíkali sem i rolníci, kteří se chtěli úchránit před nevolnictvím. Zde totiž měli vynikající přírodní podmínky a nevládl zde až tak krutý feudální útlak.
Moldavská území byla vždy předurčena pro zemědělskou činnost. Chov dobytka však postupně předstihl pěstování obilí a v polovině 19. století dosáhl svého vrcholu, kdy se jím v zemi zabývala většina lidí. Průmysl se rozvíjel pomalu, i přesto, že zde byly podmínky pro těžbu soli, lov a zpracování ryb.
V roce 1818 byli moldavští bojaři zrovnoprávněni s ruskou šlechtou, caranům se to nepodařilo, a tak i nadále zůstávali o krok vzadu za nevolníky v Rusku. Byli však prohlášeni za „svobodné zemědělce“ a za požívání panských a řeholních výhod museli pracovat na panském a platit obrok. Malí rolníci méně záviseli na feudálech a plnili funkci tzv. daňových rolníků.
Reforma zemědělství, která v této oblasti proběhla v roce 1864 pozitivně ovlivnila rozvoj kapitalistických forem výroby, farmaření a pronajímání půdy. Besarábie se stala jednou z gubernií obchodní a obilné ekonomiky, která rychlým tempem posouvala dopředu rozvoj vinohradnictví, ovocnářství a pěstování tabáku. Významnou úlohu v ekonomice gubernie měl obchod.
V roku 1820 se v Kišiněvě rozproudila revoluční propaganda. Město se stalo jedním z center revolučního hnutí v Rusku. Děkabristé tu mezi vojáky šířili propagandu a připravovali se na ozbrojené povstání. Aby byla propaganda úspěšná, rebelové využili založení zednářské lóže „Ovidius“ v roce 1821 a navázali užší kontakt s tajným politickým spolkem řeckých povstalců Filiki Eteria, který působil v oblasti Besarábie. Výsledkem děkabristického snažení bylo vypuknutí povstání ve čtyřech ze šesti pluků 16. divize, které však bylo rychle potlačeno a hlavní aktéři povstání zatčeni.

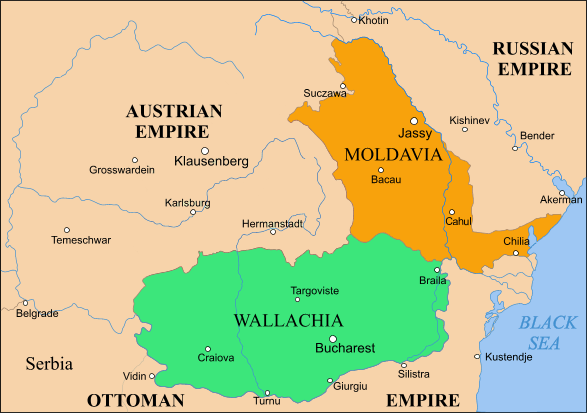
Území Moldavska (oranžová) v letech 1856-1859

Další událostí, která ovlivnila politickou a společenskou situaci v Moldavsku byla revoluce v Rusku v letech 1905-1907. 21. srpna 1905 v Kišiněvě vypukla celospolečenská politická stávka, která druhý den přerostla do demonstrací a skončila ozbrojeným střetem pracujících s armádou a policií. V říjnu 1905 se do celonárodní stávky v Ruské říši zapojili i stávkující železničáři z Kišiněva, Bălți a Tiraspolu, tiskaři a pracovníci mnoha dílen v celé zemi. Nepokoje zasáhly i zemědělce, armádu a námořnictvo.
V lednu roku 1906 vypuklo ve městě Comrat rolnické povstání, které však bylo s pomocí armády rychle potlačeno. Národně-osvoboditelské hnutí zvyšovalo svou aktivitu, byly tištěny noviny v moldavském jazyce a vyskytla se potřeba vyučovat děti v rodné řeči.
Agrární reforma Pjotra Stolypina zasáhla i Besarábii. Za šest let (1907-1913) se až 11 810 zemědělských družstev Besarabské gubernie oddělilo a vytvořilo samostatné soukromé vlastnictví. Začalo velké stěhování rolníků do oblasti Sibiře a do Kazachstánu, kam odešlo více než 60 000 lidí.
V letech první světové války se v Moldavsku rychlým tempem rozvíjela stavba železnic, kterou si vyžádal postup frontu Rudé armády. V té době začalo zemědělství upadat, protože práceschopná mužská část obyvatelstva byla povolávána do armády a na polích nebylo nikoho, kdo by pracoval. Se začátkem války se zaktivizovalo i rolnické hnutí.
V prvních dnech únorové revoluce v roce 1917 byly v Moldavsku vytvořeny orgány dočasné vlády. Dne 6. března 1917 vznikly Rady pracujících a armádních poslanců. V říjnu toho roku vznikl Sfatul Ţării („Rada země“), který vyhlásil autonomii Moldavska a následně 2. prosince 1917 i Moldavskou demokratickou republiku. Na základě smlouvy Sfatul Ţării na území Besarábie vnikla rumunská vojska. Na konferenci v Oděse ve dnech 10. až 23. prosince 1917 bylo přijato rozhodnutí o změně kurzu v Moldavsku. Jeho výsledkem bylo ustanovení moci sovětů v zemi. Odpovědí Ruská sovětské federativní socialistické republiky (RSFSR) na vstup rumunské armády do Besarábie bylo přerušení diplomatických vztahů s Rumunskem a vpád Rudé armády do této oblasti.

## Moldavsko jako součást Sovětského svazu
Konflikt však rozdělil moldavské území. 9. dubna 1918 Sfatul Ţării nepatrnou většinou hlasů přijal rozhodnutí o připojení Moldavské demokratické republiky k Rumunsku, na území levobřežního Podněstří však byla v období let 1919 až 1921 ustanovena vláda sovětů. Na třetím zasedání Celonárodního ukrajinského výkonného výboru osmého funkčního období parlamentu byl přijat zákon o vytvoření autonomní Moldavské sovětské socialistické republiky. Součástí této republiky bylo 11 oblastí na levé straně řeky Dněstr a hlavním městem republiky bylo vyhlášeno město Balta (od roku 1929 Tiraspol).
Brzy se v zemi začal šířit průmysl, především potravinářský a strojařský. Soukromé vlastnictví bylo znárodněno a v období let 1929 až 1931 byla provedena celoplošná kolektivizace zemědělských družstev.
Ve druhé polovině 30. let 20. století bylo vedení Moldavské ASSR a také mnoho jejích obyvatel vystaveno stalinským represáliím. V květnu roku 1937 byli zbaveni svých funkcí a následně zatýkáni i členové vlády, straničtí, komsomolští a sovětští pracující. Všichni byli obviněni z vlastizrady a špionáže ve prospěch Rumunska.
Ve dnech 26. a 27. června 1940 vláda Sovětského svazu poslala Rumunsku své požadavky na navrácení Besarábie a územní nároky na Severní Bukovinu Sovětskému svazu jako odplatu „za hromadnou škodu, kterou Sovětský svaz a jeho obyvatelstvo utrpělo v Besarábii během 22leté rumunské okupace této oblasti“. Druhý den, 28. června 1940 rumunská armáda tato území opustila a Sovětský svaz mohl dále uskutečňovat své plány a rozšiřovat svůj vliv v této části Evropy.

## Moldavská sovětská socialistická republika
2. srpna 1940 přijal Nejvyšší sovět SSSR „Zákon o vytvoření Moldavské SSR“. Šest z devíti okresů Besarábie a šest ze čtrnácti oblastí bývalé Moldavské autonomní sovětské socialistické republiky se stalo součástí Moldavské sovětské socialistické republiky. Ostatní území byla součástí Ukrajinské SSR. K nim se na základě rozhodnutí Prezídia Nejvyššího sovětu SSSR připojilo dalších 8 oblastí Moldavské autonomní sovětské socialistické republiky.

### Druhá světová válka
Od přelomu července a srpna roku 1941 bylo území Moldavské SSR plně okupováno fašistickými vojsky. Východní oblasti země byly součástí tzv. „gubernie Besarábie“ a západní zase „Transnistrie“. Na rozdíl od Transnistrie, kterou předala hitlerovská vojska Rumunskému království do dočasného opatrování, Besarábie a Bukovina byly prohlášeny za část Rumunska. 17. března 1944 vojska 2. ukrajinského frontu došla k Dněpru a dosáhla hranic Moldavské SSR. O týden později, 25. března 1944, bylo obsazeno více než 100 usedlostí v oblasti Besarábie. Vojska 3. ukrajinského frontu obsadila 12. dubna 1944 Tiraspol.

### Poválečný vývoj
Po druhé světové válce, v letech 1946 a 1947, propuklo v Moldavsku velké sucho, jehož následkem byla velmi nízká úroda klasových kultur a trav. Stalinský systém povinných dodávek obilí z Moldavska však přinutil místní stranické i sovětské orgány pokračovat ve splnění plánu vývozu obilí pro potřeby Sovětského svazu, což mělo za následek vypuknutí masového hladomoru v zemi a smrt mnoha obyvatel. Spojenecká vláda ihned pomohla Moldavské republice a dodala do země chybějící potraviny a obilí. To však situaci v žádném případě nezlepšilo, protože moldavské zásobování SSSR obilím I nadále pokračovalo a tuto pomoc obyvatelům země narušovalo. Z různých příčin tak v zemi v tomto období zemřelo 150 000 až 300 000 lidí. V roce 1949 v Moldavsku proběhla masová kolektivizace zemědělství doprovázená vyhoštěním bohatých zemědělců.
V roce 1988 vznikly v Moldavsku dvě opoziční skupiny: demokratické hnutí, které podporovalo ideu perestrojky a hudebně-literární spolek Alexeje Matejeviče. 20. května 1988 vznikla Lidová fronta Moldavska, která se zasazovala za autonomii republiky. Za bezprostřední účasti těchto organizací se v létě roku 1989 konaly mnohé manifestace pod heslem „Moldavsko Moldavcům!“, na nichž se demonstranti dožadovali samostatnosti Moldavska, zrušení paktu mezi Joachimem von Ribbentrop a Molotovem z roku 1939 a přiznání statusu oficiálního jazyka moldavštině. Odpovědí na tyto požadavky byl organizační sjezd hnutí Unitate, který se konal 8. července 1989.
2. srpna 1990 bylo na druhém mimořádném zasedání pracujících Podněstří, kteří se nechtěli odtrhnout od Sovětského svazu, přijato rozhodnutí o vzniku Podněsterské SSR, tu však Moldavská SSR odmítla akceptovat.

## Moldavská republika
23. května 1991 byla Moldavská SSR přejmenována na Moldavskou republiku a 27. srpna vyhlásil její parlament deklaraci o nezávislosti. Od konce roku 1991 do poloviny roku 1992 se provládní ozbrojené složky bez úspěchu pokoušely převzít kontrolu nad územím, které se zasazovalo za autonomii Podněstří. Tato událost zasáhla téměř celé Bendery a přerostla do ozbrojeného konfliktu, výsledkem něhož na konci roku 1992 byly stovky mrtvých lidí. Po podpisu příměří začala jednání o budoucnosti této části Moldavska.

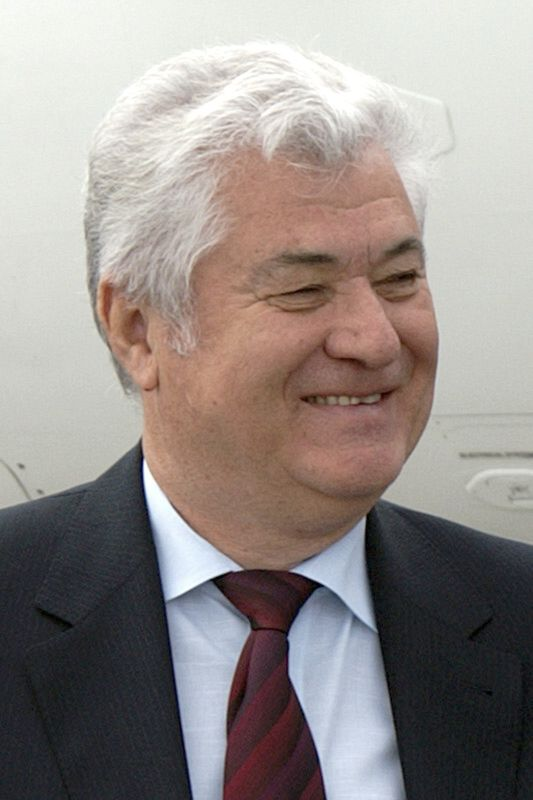
Bývalý moldavský prezident Vladimir Voronin

Nové volby v Moldavsku, které se konaly 27. února 1994 se naplno projevily v politickém životě země. 29. července 1994 přijal moldavský parlament novou ústavu. Tento dokument odrážel moldavskou orientaci nové politické většiny. Zmínky o rumunském národě a jazyce, které charakterizovaly prvotní návrhy ústavy, zmizely a byly zaměněny za moldavštinu a Moldavany. Ústava též potvrdila neutralitu Moldavské republiky v mezinárodních vztazích. Status Podněstří se podrobněji na jednáních o tomto tématu nerozebíral, bylo však konstatováno, že městům na levém břehu řeky Dněstr může moldavská vláda nabídnout zvláštní formu a podmínky autonomie. Smlouva o potvrzení autonomie vznikla až v roce 1996, kdy se na ní dohodly vlády Moldavské republiky a Podněstří. Autonomní územně správní jednotka se zvláštním statusem Podněstří vznikla v roce 2005 na základě Zákona o zvláštním statusu sídel na levém břehu Dněstru.
Většinové vládě agrárníků se podařilo dosáhnout politického konsenzu a postupně tak přeorientovat domácí a zahraniční politiku. Státní moc podepsala dohodu s Gagauzskem. Území na základě jejího podpisu získalo autonomii, kterou 23. prosince 1994 potvrdil moldavský parlament. V regionálním hlasování Gagauzů v roce 1995 byly ustanoveny oficiální hranice Gagauzska. Autonomie získala mnohá práva: garanci místní samosprávy a parlamentu (Halc Toplosu) a uznání gagauzštiny jako úředního jazyka, který se tak zařadil před moldavský a ruský jazyk, prezidenta voleného tajnou volbou na období čtyř let a soudy.
Koncem roku 1998 v Moldavsku vypukla krize. Intenzita zahraničního obchodu po devalvaci ruského ruble (17. srpna 1998) v Ruské federaci s touto zemí prudce klesla a snížila se i průmyslová výroba a HDP (v porovnaní s rokem 1997 z 10 % na 7 %). Devalvovala i moldavská měna, v důsledku čehož vzrostly ceny potravin o 20 až 40 %. Východisko z této krize našla moldavská vláda ve zpřísnění finanční disciplíny a změně orientace zahraničního obchodu na země Společenství nezávislých států, Blízkého východu a Číny. Moldavský prezident se během referenda, které se konalo 23. května 1999, pokusil posilnit prezidentské pravomoci, čímž změnil některé články moldavské ústavy z roku 1994. Tento podnět se však nesetkal s většinovou podporou poslanců parlamentu.
25. února 2001 se v zemi konaly předčasné volby, které vyhrála komunistická strana. Začátkem dubna toho roku (4. duben 2001) byl jejich vůdce Vladimir Voronin zvolen poprvé do funkce prezidenta země. O čtyři roky později, 6. března 2005 se konaly nové volby do moldavského parlamentu; v prezidentských volbách opět zvítězil Vladimir Voronin. Druhý kandidát, Gheorghe Duca, získal o 75 poslaneckých hlasů méně. Voronin byl k výkonu druhého prezidentského mandátu inaugurován 7. dubna 2005.